# Рымарь, Анатолий Петрович
Анатолий Петрович Рымарь (род. 6 января 1948) — советский и российский военно-морской офицер, подводник и гидронавт, Герой Российской Федерации (1.08.1996). Капитан 1-го ранга (30.01.1990).

## Биография
Родился 6 января 1948 года в городе Севастополе. Русский. Окончил 10 классов средней школы.
В Военно-морском флоте с августа 1966 года. В июне 1971 года окончил Севастопольское высшее военно-морское инженерное училище.
По окончании училища был назначен на Краснознамённый Северный флот на должность командира группы 1-го дивизиона электромеханической боевой части (БЧ-5) подводной лодки К-323 (август 1971 года — май 1977 года). В 1971—1973 годах подводная лодка неоднократно выходила на боевую службу в Средиземное море. Её экипаж был инициатором почина по развертыванию соревнования в Вооружённых Силах СССР под девизом «Отлично знать и содержать оружие и боевую технику, мастерски владеть ими». Корабль подтвердил звание «отличного», занесён на Доску почёта флота, а в ноябре 1973 года был награждён Вымпелом министра обороны СССР «За мужество и воинскую доблесть». В состязаниях на первенство ВМФ по тактической и огневой подготовке экипаж отлично выполнил задание по поиску атомной подводной лодки «противника» и завоевал приз главнокомандующего ВМФ.
С 1974 года состоял членом КПСС.
С мая 1977 года продолжил службу в войсковой части № 45707 Министерства обороны СССР, а затем Министерства обороны Российской Федерации. Служил в первом экипаже атомной глубоководной станции АС-13 29-й отдельной бригады подводных лодок.
А. П. Рымарь принимал участие в испытаниях самых новых проектов и спускаемых глубоководных аппаратов.
На одном из боевых выходов на очень большой, почти запредельной глубине случилось то, что не было предусмотрено ни одной инструкцией. И только мужество и мгновенная реакция командира БЧ-5, выработанная годами профессиональной работы на глубине, а также героизм всего экипажа спасли положение — лодка всплыла.
Указом Президента Российской Федерации от 1 августа 1996 года «за мужество и героизм, проявленные при исполнении воинского долга в условиях, сопряжённых с риском для жизни», капитану 1-го ранга Рымарю Анатолию Петровичу присвоено звание Героя Российской Федерации с вручением медали «Золотая Звезда».
С октября 1999 года капитан 1-го ранга Рымарь А. П. — в запасе. Проживает в Кировском районе Санкт-Петербурга.

## Награды и звания
- Герой Российской Федерации (1 августа 1996)
- орден «За службу Родине в Вооружённых Силах СССР» III степени (1991)
- медали